# Lahn-Dill-Kliniken
Die Lahn-Dill-Kliniken mit Sitz im hessischen Wetzlar ist ein deutscher Klinikverbund in öffentlicher Hand.
Gesellschafterversammlung, Aufsichtsrat und Geschäftsführung bilden die Organe der Lahn-Dill-Kliniken. Beraten wird die Geschäftsführung durch die Mitglieder des Direktoriums.

## Organisationsstruktur
Vorsitzender der Gesellschafterversammlung ist der Landrat. Er vertritt – gemeinsam mit sämtlichen Mitgliedern des Kreisausschusses – den Lahn-Dill-Kreis in diesem Gremium.

### Aufsichtsrat
Der Aufsichtsrat besteht aus 14 Mitgliedern: zwei Mitglieder des Kreisausschusses, acht Mitglieder des Kreistages und vier Arbeitnehmervertreter. Aufsichtsratsvorsitzender ist ebenfalls der Landrat.

### Geschäftsführung
Zwei Geschäftsführer übernehmen in einer Doppelspitze die operative Verantwortung für die Lahn-Dill-Kliniken.

### Direktorium
Das Direktorium ist das Beratungs- und Entscheidungsgremium der Lahn-Dill-Kliniken. Es stellt die Weichen und trifft Entscheidungen bei medizinischen und pflegerischen Fragestellungen. Vorsitz und Mitglieder des Direktoriums ist auf der Website nachzulesen.

## Einzelne Krankenhäuser
Zu den Lahn-Dill-Kliniken gehören das Krankenhaus in Wetzlar, das Krankenhaus in Dillenburg und das Krankenhaus in Braunfels.

### Klinikum Wetzlar
Das Klinikum in Wetzlar bietet folgende medizinische Abteilungen:
- Allgemeine, Viszerale und Onkologische Chirurgie
- Anästhesiologie und Intensivmedizin
- Angiologie
- Diagnostische und Interventionelle Radiologie
- Gefäßchirurgie
- Gynäkologie und Geburtshilfe
- Hämatologie / Onkologie und Palliativmedizin
- Medizinische Klinik I
- Medizinische Klinik II
- Neurologie
- Plastische, Ästhetische und Handchirurgie
- Strahlentherapie / Radioonkologie
- Unfallchirurgie und Orthopädie
- Urologie, Kinderurologie und Urologische Onkologie
- Zentrale Notaufnahme

### Dill-Kliniken, Dillenburg
Das Klinikum in Dillenburg bietet folgende medizinische Abteilungen:

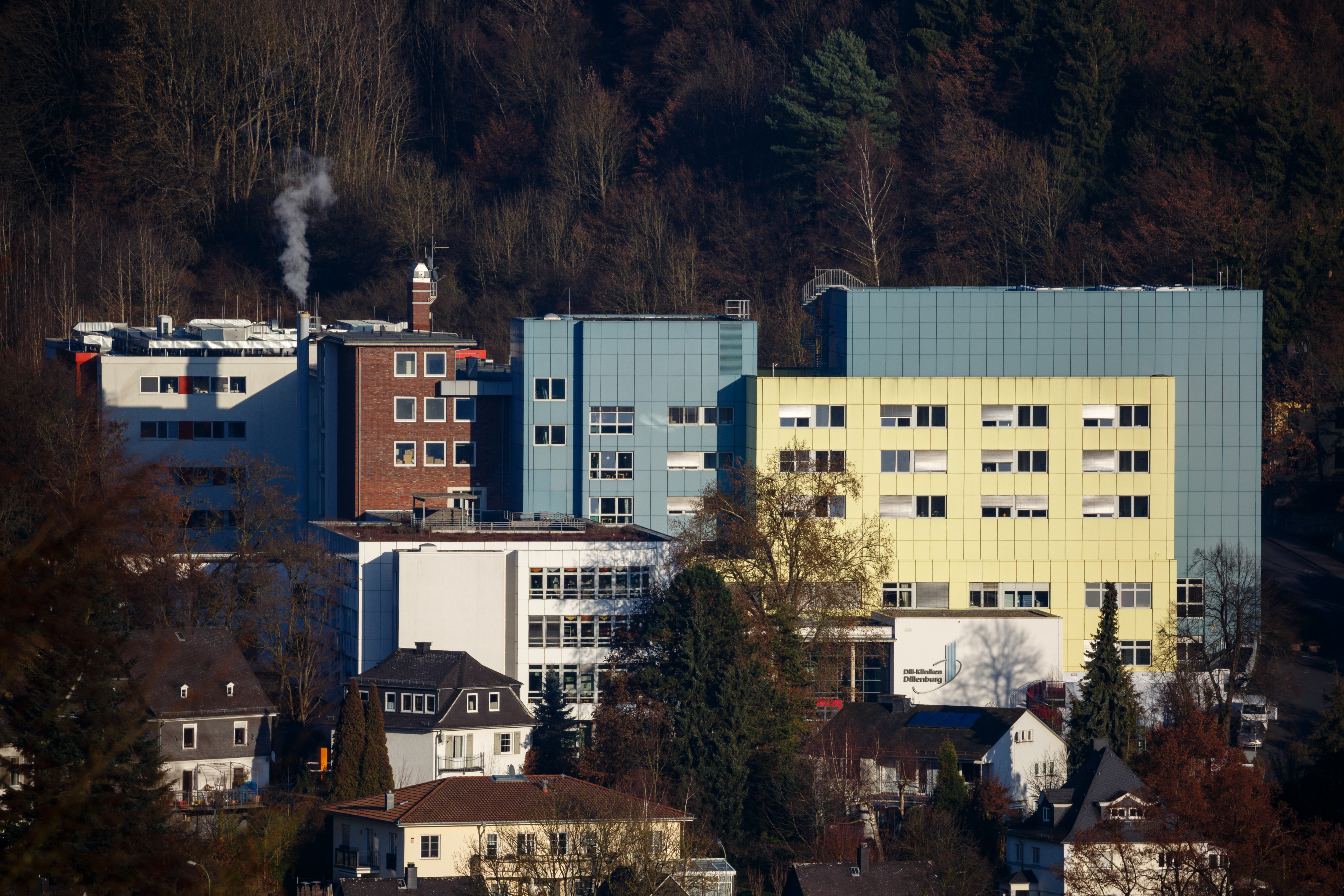
Dill-Kliniken Dillenburg

- Allgemeine, Viszerale und Onkologische Chirurgie
- Anästhesie, Intensiv- und Notfallmedizin
- Augenheilkunde
- Gefäßchirurgie
- Innere Medizin
- Radiologie Lahn-Dill
- Sport- & Gelenkklinik
- Unfallchirurgie und Orthopädie
- Urologie
- Zentrale Notaufnahme

### Klinik Falkeneck, Braunfels
Das Klinikum in Braunfels bietet folgende medizinische Abteilungen:
- Geriatrie
- Stationäre Schmerztherapie
- Wirbelsäulentherapie